# Jang Min-hee
Jang Min-hee (5 april 1999) is een Zuid-Koreaans boogschutster.

## Carrière
Jang nam in 2021 deel aan de uitgestelde Olympische Spelen waar ze individueel uitgeschakeld werd in de tweede ronde. In de landencompetitie veroverde ze met haar teamgenoten de gouden medaille. Ze nam in 2021 nog deel aan het wereldkampioenschap waar ze individueel en in de landencompetitie wereldkampioene werd.

## Erelijst

### Olympische Spelen
- 2020:  Tokio (team)

### Wereldkampioenschap
- 2021:  Yankton (individueel)
- 2021:  Yankton (team)

1988: Kim S-n/Wang/Yun Y-s ·
1992: Cho/Kim S-n/Lee E-k ·
1996: Kim J-s/Kim K-w/Yoon H-y ·
2000: Kim N-s/Kim S-n/Yun M-j ·
2004: Lee S-j/Park/Yun M-j ·
2008: Joo/Park/Yun O-h ·
2012: Choi/Ki/Lee S-j ·
2016: Chang/Choi/Ki ·
2020: An/Jang/Kang ·
2024: Jeon/Lim/Nam